# Aspenäsätten
Aspenäsätten är en konventionell nutida benämning på en  uradlig frälseätt som uppkallats efter sitt Aspenäs i Malexanders socken, Ydre härad, i nuvarande Boxholms kommun, Östergötland, där ätten är känd sedan 1200-talet. Släkten kallades tillsammans med den närbesläktade Fånöätten på 1700- och 1800-talet för "Blå" eller "Blåätten", på grund av ett antaget men ej bevisat släktskap med den mytiske Joar Blå. Ätten utdog i mitten av 1400-talet.
Vapen: Ättens medlemmar förde i allmänhet i sigillet en så kallad lejonörn.

## Historia
Tidigast kända medlemmarna var stamfadern Filip och hans hustru Cecilia Knutsdotter av Bjälboätten, dotter till svenske jarlen Knut Birgersson (död januari 1208). Genom Filips hustru kan Aspenäsätten räkna kunglig härkomst via mödernet och släkt med fyra kungaätter inom de 4 generationerna.
Deras två söner, bröderna Johan Filipsson och Filip Birgersson, har gått till historien för sin medverkan i tredje folkungaupproret, ett uppror 1278–1280 mot den svenska kungen Magnus Ladulås, lett av folkungar och båda bröderna och samt deras systerson Johan Karlsson avrättades efter räfst genom halshuggning vid Stortorget i Stockholm år 1280.
För ätten anges 7 släktled. Några medlemmar var riddare, riksråd och lagmän. 
Ätten utslocknade med Erik Laurensson (Aspenäsätten) som begravdes 1445.

## Vapen
Något vapen förefaller inte vara känt från de tidigare generationerna, medan senare generationer förde en lejonörn, en gyllene fågel med utbredda vingar och rovdjurshuvud, på blått eller ibland rött fält.

## Medlemmar alfabetiskt ordnade

### Med egna artiklar
- Birger Filipsson (Aspenäsätten), död 1280
- Cecilia Knutsdotter (Aspenäsätten), död 1350
- Erik Laurensson (Aspenäsätten), siste man
- Filip (Aspenäsätten) Birgersson (?), död 1279, stamfar
- Filip Knutsson (Aspenäsätten), död 1335, kanik
- Ingeborg Knutsdotter (Aspenäsätten), död före 1345, prinsessa och nunna
- Johan Filipsson (Aspenäsätten), död 1280, avrättad
- Jon Knutsson (Aspenäsätten), död 1359
- Knut Jonsson (Aspenäsätten), död 1347, riksdrots
- Lars Ulfsson (Aspenäsätten), död 1445
- Magnus Knutsson (Aspenäsätten), död 1369
- Ulf Jonsson (Aspenäsätten), död omkring 1400.

### Andra bemärkta personer
- Ingegärd Filipsdotter (Aspenäsätten), dotter till Filip Birgersson (Aspenäsätten) och Cecilia Knutsdotter Bjälboätten. Hon gick en tid i kloster, förmodligen Riseberga kloster. Hon blev senare gift med Karl Tjälfvesson till Fånö och mor till riksrådet Johan Karlsson till Fånö.
- Märta Gregersdotter, död 1430, gift med riddaren och riksrådet Karl Ormsson och mor till kung Karl Knutssons andra hustru drottning Katarina.

## Släktträd
Tabellnummer hänvisar till artikeln på Adelsvapen-Wiki
1. Filip (Aspenäsätten) Birgersson (?), död 1279 stamfar, Tab 1
  1. Johan Filipsson (Aspenäsätten) död 1280, avrättad Tab 2
    1. Knut Jonsson (Aspenäsätten), riddare, riksråd, lagman och drots, 1292-1347 Tab 3
      1. Filip Knutsson (Aspenäsätten) död 1335, kanik
      2. Birger Knutsson. levde 1350, inga uppgifter
      3. Magnus Knutsson (Aspenäsätten) död 1369 Tab 4
        1. Katarina Magnusdotter, levde 1393
        2. Ingeborg Magnusdotter,  död 1389
        3. Birgitta Magnusdotter, död 130

      4. Jon Knutsson (Aspenäsätten) död 1359 Tab 5
        1. Bengt Jonsson, var död 1382,  Tab 6
          1. Gregers Bengtsson, levde 1396, var död 1405 Tab 7
            1. Maria Gregersdotter, död 1430
            2. Ingeborg Gregersdotter, levde 1459

          2. Knut Bengtsson, begravd 1420
            1. Ingegärd Knutsdotter gift med Magnus Pik [2]
            2. Bengt Knutsson, nämnd 1421, inga uppgifter
            3. Kristina Knutsdotter, levde 1456. Gift med Birger (Birgersson) Trolle den yngre[3]
            4. Ingeborg Knutsdotter, levde 1461

          3. Helena Bengtsdotter, levde 1421, var död 1432

        2. Ulf Jonsson (Aspenäsätten) död ca 1400 Tab 9
          1. Laurens eller Lars Ulfsson (Aspenäsätten) död 1445, Tab 10
            1. Katarina Laurensdotter, död före 1469, gift 2 gånger
            2. Ingeborg Larsdotter, ingick i Vadstena kloster, död 1454
            3. Erik Laurensson (Aspenäsätten) riddare och riksråd, död kort efter 1460
            4. Helena Larsdotter död 1476. Gift med Einar Olavsson Fluga
            5. Kristina Larsdotter, levde 1476
            6. Detlef Larsson, uppkallad efter morbrodern Detlef Bülow, sålde jord 1455 till kung Karl Knuttson
            7. Filippa Larsdotter, sålde jord 1454 till koung Karl Knutsson
            8. Anna Larsdotter hustru nr 2 av 3 till riddaren och riksrådet Jesper Görtz (död 1459)

          2. Orm Ulfsson, död före 1418, ärvdes av sin mor
          3. Knut Ulfsson. död före 1418, ärvdes av sin mor

        3. Knut Jonsson, sjuk 1359, skänkte jord i Ydre (Tab5)
        4. Bengta Jonsdotter, var död 1384, och gift med Sigmund Elofsson (vingad pil)
        5. Katarina Jonsdotter, levde 1378 (Tab 5)

      5. Cecilia Knutsdotter (Aspenäsätten) död 1350?. gift med Bo Nilsson (Natt och Dag) (Tab 3)
      6. Ingeborg Knutsdotter (Aspenäsätten) död före 1345, gift med prins Erik Valdemarsson av Sverige (Tab 3)

    2. Birgitta Jonsdotter,  släktskapen osäker, levde 1326

  2. Birger Filipsson (Aspenäsätten) död 1280, avrättad (Tab1)
  3. Ingegärd Filipsdotter (Aspenäsätten), troligen gift med Karl Tjälfvesson till Fånö (Tab 1)